# Laguna El Trébol
La laguna El Trébol es una laguna ubicada en el parque nacional Nahuel Huapi, en la provincia de Rio Negro, Argentina.
La laguna de forma ovalada (800 m x 400 m) se encuentra a unos 790 m s. n. m. y su espejo de agua abarca unas 30 ha, su profundidad máxima es de unos 12 m.  Se encuentra sobre el denominado Circuito Chico a unos 20 km al oeste de la ciudad de Bariloche.
La laguna se formó hace unos 15000 años, producto de la presión ejercida por un glaciar sobre el suelo. En inviernos fríos el total de la superficie de la laguna se congela

## Restos arqueológicos
En inmediaciones de la laguna se encuentra una cueva donde se han encontrados restos arqueológicos que indican que la misma fue el refugio de cazadores-recolectores hace unos 10600 años. Se han encontrado restos de los siguientes animales: un ciervo de grandes proporciones, un zorro primitivo (probablemente Dusicyon avus), un gran perezoso terrestre Mylodon, chinchillones de la sierra Lagidium), un armadillo Chaetophractus y roedores cavadores parientes del tuco-tuco Ctenomys.

## Peces y anfibios
En la laguna han habitado el pez autóctono puyen chico, (Galaxias maculatus), y la trucha arco iris, (Oncorhynchus mykiss), si bien hoy en día no se avistan peces, por lo que la laguna resulta inútil para la pesca. Sí habitan algunos anfibios tales como la rana de cuatro ojos (Pleurodema tahul) y el sapo andino (Bufo spinulosus), además del “langostino”, Sammastacus spinifrons.